# سوتون فوستر

## الأعمال

### الأفلام
| السنة | العنوان                      | الدور         | ملاحظات   |
| ----- | ---------------------------- | ------------- | --------- |
| 1989  | Mr. Terbillion's Ambition    | سارة          | فيلم قصير |
| 2008  | Just in Case                 | الصبي (صوت)   |           |
| 2013  | Shrek the Musical            | الأميرة فيونا |           |
| 2014  | The Angriest Man in Brooklyn | أديلا         |           |
| 2014  | The Nobodies                 | أمي           | فيلم قصير |
| 2015  | Gravy                        | كيري          |           |
| 2016  | Mired                        | الزوجة (صوت)  | فيلم قصير |

### التلفاز
| السنة        | العنوان                           | الدور            | ملاحظات                                        |
| ------------ | --------------------------------- | ---------------- | ---------------------------------------------- |
| 1990         | Star Search                       | متسابقة          | متسابقة (3.5 stars)                            |
| 2007         | Johnny and the Sprites            | Tina             | الحلقة : "Johnny's Sister Tina/Spritesgiving!" |
| 2007         | Flight of the Conchords           | كوكو             | الحلقة 3                                       |
| 2008         | The Battery's Down                | Sutton Foster    | حلقة : "I Think I'm Gonna Like it Here"        |
| 2010         | Law & Order: Special Victims Unit | روزماري          | الحلقة: "P.C."                                 |
| 2011–12      | Sesame Street                     | هي               | الحلقة 2                                       |
| 2012         | Royal Pains                       | جولي شارب        | الحلقة: "Bottoms Up"                           |
| 2012–13      | Bunheads                          | ميشيل سيمز       | سلسلة مكونة من (18 حلقة)                       |
| 2013         | Doc McStuffins                    |                  |                                                |
| 2014         | Psych                             | غريتشن إيكليبيري | الحلقة: "A Nightmare on State Street"          |
| 2014         | Say Yes to the Dress              | نفسها            | الحلقة: "A Dress Like None the Rest"           |
| 2015–present | Younger                           | ليزا ميل ر       | دور قيادي; 48 حلقة                             |
| 2015         | Elementary                        | تارا باركر       | الحلقة: "Absconded"                            |
| 2016         | Mad Dogs                          | غيردا            | الحلقة: "Broodstock"                           |
| 2016         | The Good Wife                     | متهمة            | الحلقة: "End"                                  |
| 2016         | Match Game                        | نفسها            | الحلقة#1.1                                     |
| 2016         | Gilmore Girls: A Year in the Life | فيوليت           | الحلقة: "Summer"                               |

|  |
|  |

## وصلات خارجية
- الموقع الرسمي
- Sutton Foster | PlaybillVault.com نسخة محفوظة 22 فبراير 2016 على موقع واي باك مشين.
- سوتون فوستر على موقع IMDb (الإنجليزية)
- سوتون فوستر على موقع الموسوعة البريطانية (الإنجليزية)
- سوتون فوستر على موقع ألو سيني (الفرنسية)
- سوتون فوستر على موقع ميوزك برينز (الإنجليزية)
- سوتون فوستر على موقع تيرنر كلاسيك موفيز (الإنجليزية)
- سوتون فوستر على موقع أول موفي (الإنجليزية)
- سوتون فوستر على موقع قاعدة بيانات برودواي على الإنترنت (الإنجليزية)
- سوتون فوستر على موقع إن إن دي بي (الإنجليزية)
- سوتون فوستر على موقع أول ميوزيك (الإنجليزية)
- سوتون فوستر على موقع ديسكوغز (الإنجليزية)
- Sutton Foster نسخة محفوظة 1 فبراير 2019 على موقع واي باك مشين. at Internet Off-Broadway Database
- Article on her role in Thoroughly Modern Millie
- Sutton Foster – Downstage Center interview at American Theatre Wing.org, May 2005
- TonyAwards.com Interview with Sutton Foster
- Riverfront Times interview with Sutton Foster about her upbringing